# Aspilota riazanovi
Aspilota riazanovi är en stekelart som beskrevs av Sergey A. Belokobylskij 2007. Aspilota riazanovi ingår i släktet Aspilota och familjen bracksteklar. Inga underarter finns listade.